# Підлісний Ялтушків
Підлі́сний Ялтушкі́в —село в Україні, у Барській міській громаді Жмеринського району Вінницької області.

## Історія
Початок свого існування село бере ще у XVI столітті. В церковній книзі Кам'янець-Подільського єпархіального управління записано, що спочатку село носило назву Ялтушков-Посад, яке заснував козак Ялтух між дрімучими лісами. Згодом стали називати Підлісний Ялтушків.
Заселення почалося в південній та південно-західній частині села, на території «Сидорівки» та «Переволоки».
Кам'яні знаряддя свідчать про те, що люди жили тут понад 3 тисячі років тому. До цього часу збереглися хата і комора збудовані «в зруб». Село було густо заселене. Візитною карткою нашого села стала алея червоного дуба, висаджена 1912 року за наказом пана Кобилянського.
У записах 1881 рік говориться, що чоловіче населення становило 1096 осіб, а жіноче — 1121 особу. До 1917 року в селі проживало 4000 осіб, земля належала поміщикам Кляверу, Круповецькому, Красовському, Чайковського, Смоленському, Кобилянському.
Більшість селян була безкінною, не могла прожити з обробітку своєї землі. Тому йшли на побічні роботи до поміщиків, на заробітки в Бессарабію, у південні губернії.
Селяни одноразово піднімались на боротьбу проти поміщиків, вимагали підвищення заробітної плати. У 1905 році вони виступили проти поміщика Чайковського.

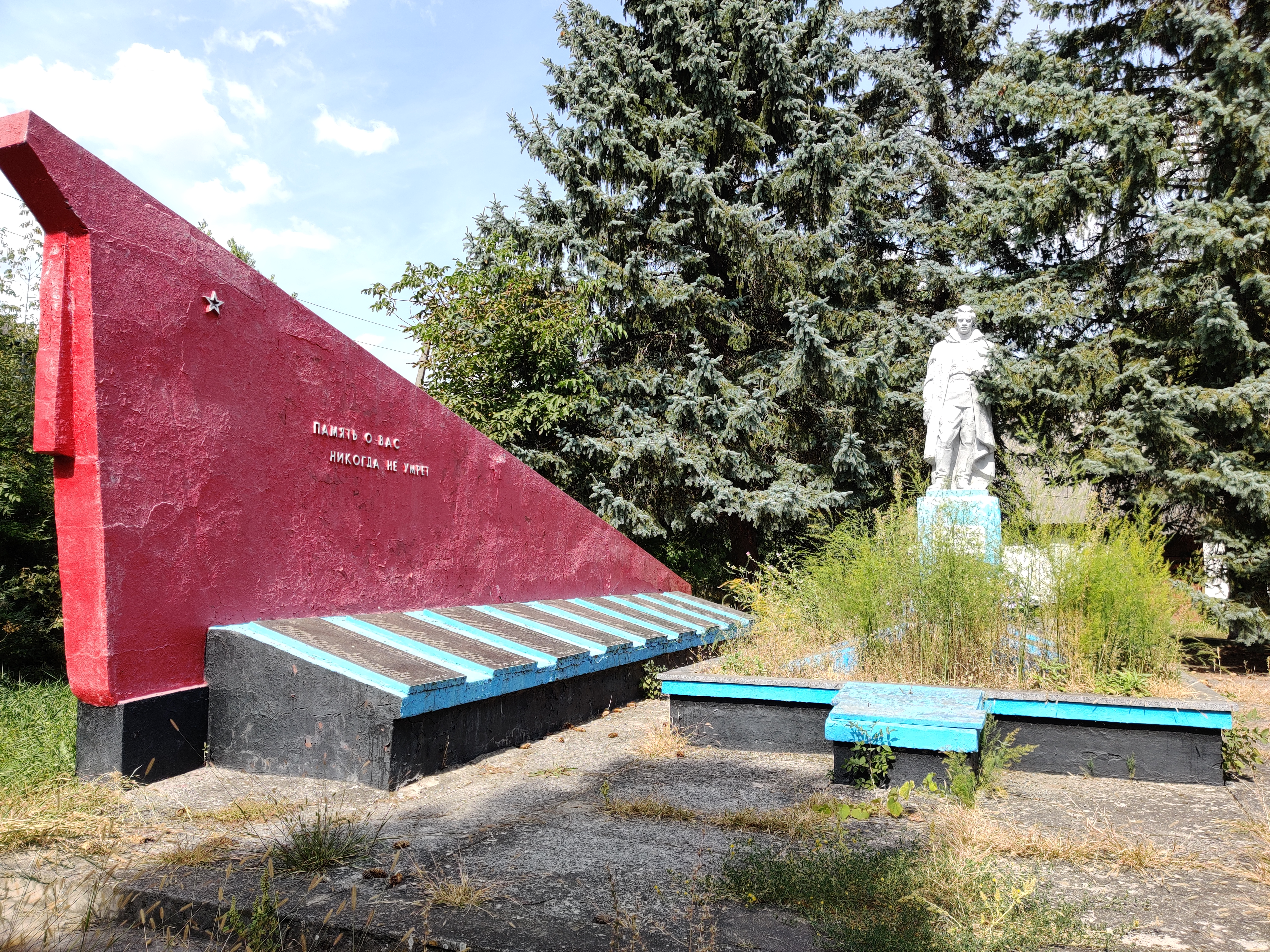
Братська могила 50 радянських воїнів

Солдати-фронтовики: Федір Михайлович Олюнько, Федір Андрійович Поперечний і матроси Григорій Дмитрович, Михайло і Іванович Хайнацький, Микола Петрович Хмільовський очолили в селі боротьбу за Радянську владу.
Комітет бідноти очолив Федір Лунько роздав селянам поміщицьке майно і землю. Командиром загону по боротьбі з контрреволюцією став Поперечний Федір Андрійович.Під час другого Голодомору в 1932—1933 роках, проведеного радянською владою, загинуло не менше 13 осіб.
Під час Німецько-радянської війни, у боях за село відмітився командир роти 460-го стрілецького полку 100-ї Стрілецької Дивізії 1-го Українського фронту Афанасій Попов, за що був нагороджений орденом Червоної Зірки.
12 червня 2020 року, відповідно до Розпорядження Кабінету Міністрів України № 707-р «Про визначення адміністративних центрів та затвердження територій територіальних громад Вінницької області», увійшло до складу Барської міської громади.
19 липня 2020 року, в результаті адміністративно-територіальної реформи та ліквідації Барського району, село увійшло до складу Жмеринського району.

## Пам'ятки
У селі є пам'ятки:
- На в'їзді до села простягнулась кілометрова алея дуба червоного віком понад 100 років, ботанічна пам'ятка природи місцевого значення.
- Братська могила 50 радянських воїнів, загиблих при звільненні села, і пам'ятник 262 воїнам-односельцям, загиблим на фронтах Другої світової війни[5], споруджений 1955 року, 1982 реставрований. Пам'ятка розташована біля школи.

## Відомі люди

### Народилися
- Борис Рудик (1932—2014) — український вчений у галузі медицини.